# Chaussy (Dolina Oise)
Chaussy – miejscowość i gmina we Francji, w regionie Île-de-France, w departamencie Dolina Oise.
Według danych na rok 2009 gminę zamieszkiwało 658 osób, a gęstość zaludnienia wynosiła 45 osób/km² (wśród 1287 gmin regionu Île-de-France Chaussy plasuje się na 830. miejscu pod względem liczby ludności, natomiast pod względem powierzchni na miejscu 182.).